# Estación Omoromachi
Omoromachi Station (おもろまち駅 Omoromachi-eki?) es una  estación de tren en el Monorriel de Okinawa ubicada en  Naha, Prefectura de Okinawa, Japón. En los planes originales, esta estación se llamaría Estación Makabi, después del distrito vecino, pero se inauguró como Estación Omoromachi el 10 de agosto de 2003.
La estación da servicio al área Omoromachi  Shintoshin  (Centro de la nueva ciudad), que incluye un importante complejo comercial al que se accede mediante una plataforma peatonal elevada conectada directamente a la estación, Shintoshin Park, y el Museo de la Prefectura de Okinawa.